# Klaas Sys
Klaas Sys (* 30. November 1986) ist ein ehemaliger belgischer Radrennfahrer.

## Sportliche Laufbahn
Klaas Sys begann seine Karriere 2007 bei dem belgischen Continental Team Davitamon-Win for Life-Jong Vlaanderen. In seinem ersten Jahr dort gewann er mit seinem Team das Mannschaftszeitfahren bei der Volta a Lleida und wurde auch Zweiter der Gesamtwertung hinter seinem Teamkollegen Francis De Greef. 2009 entschied er eine Etappe des Circuit des Ardennes für sich, 2011 zwei Etappen der Tour de la Guadeloupe. 2014 beendete er seine Radsportlaufbahn.

## Erfolge
2007
- Mannschaftszeitfahren Volta a Lleida (2.2)

2009
- eine Etappe Circuit des Ardennes

2011
- zwei Etappen Tour de la Guadeloupe

## Teams
- 2007 Davitamon-Win for Life-Jong Vlaanderen
- 2008 Davitamon-Lotto-Jong Vlaanderen
- 2012 Bridgestone Anchor
- 2013 Crelan-Euphony
- 2014 Josan-To Win Cycling Team